# Cucalner
Cucalner är en bergstopp i Schweiz.   Den ligger i regionen Viamala och kantonen Graubünden, i den östra delen av landet, 160 km öster om huvudstaden Bern. Toppen på Cucalner är 2 536 meter över havet, eller 1 meter över den omgivande terrängen. Bredden vid basen är 0,09 km.
Terrängen runt Cucalner är lite bergig. Trakten runt Cucalner är nära nog obefolkad, med mindre än två invånare per kvadratkilometer.. Närmaste större samhälle är Savognin, 13,6 km nordost om Cucalner. 
Trakten runt Cucalner består i huvudsak av gräsmarker.